# Фесюри
Фесюри́ (Хвесюри) — село в Маловільшанській сільській громаді Білоцерківського району Київської області. Розташоване над річкою Рось.
Населення — близько 230 жителів

## Історія
Засноване в 1680 році (XVII ст.), одержало назву від імені єврея Хвесюра, котрий при битій дорозі відкрив корчму. Є історичні докази, що село засноване у козацьку добу. В 60х роках минулого століття місцеві жителі знайшли в Букацькову яру дві печі. Одна була призначена для випалювання гончарного посуду, а інша для випалювання деревного вугілля. Там же були знайдені підкови, шпори, та металеву річ з зображенням оленя, що імовірно було геральдикою козацького гербу. 
Заможний селянин Повшедний А.І. побудував греблю через річку Рось та водяний млин. В селі діяли 5 ковальських майстерень, крупорушки, вітряки, вовняна майстерня.
При місцевій цекрві відкрилсь Церквоприходська школа розрахована на 20-30 дітей. 
Метричні книги, клірові відомості, сповідні розписи церков св.Іоанна Богослова, Покрова Пресвятої Богородиці с. Фесюри Єзерянської волості Васильківського пов. Київської губ. зберігаються в ЦДІАК України. http://cdiak.archives.gov.ua/baza_geog_pok/church/fesi_001.xml [Архівовано 3 січня 2019 у Wayback Machine.]
В 1929 р. створено товариство по спільному обробітку землі, яке через кілька місяців було реорганізоване в колгосп.
До Голодомору в селі Фесюри проживало 1045 чоловік і було 133 двори. Після Голодомору залишилось 390 чоловік. На кладовищі, де знаходяться могили закатованих голодом, в 1993 р. встановлено дерев'яний хрест. В 2007 р. в центрі села встановлено новий пам'ятний знак за кошти, зібрані жителями села.

## Джерело
- Облікова картка на сайті ВРУ[недоступне посилання з липня 2019]

| Україна | Це незавершена стаття з географії України. Ви можете допомогти проєкту, виправивши або дописавши її. |